# 映像版『バンドBについて』第二巻
『映像版『バンドBについて』第二巻』（えいぞうばん バンドビーについて だいにかん）は、Base Ball Bearの2枚目のミュージックビデオ集。

## 解説
- バンド2枚目のミュージックビデオ集。
- メンバーによる『福音声』(副音声のこと)付き。
- 4.0thアルバム『新呼吸』と同日発売。
- エンドクレジットとして、『新呼吸』より「kodoku no synthesizer」のMVが制作された。

## 収録内容
1. changes
2. SUMMER ANTHEM
3. LOVE MATHEMATICS
4. 神々LOOKS YOU
5. BREEEEZE GIRL
6. Stairway Generation
7. ホワイトワイライト
8. 十字架You and I
9. 十字架You and I（真のエンディングver.）
  - エンディングが異なっている。
10. kimino-me
  - 監督は小出が務めた。
11. クチビル・ディテクティヴ
  - 監督は小出が務めた。
12. yoakemae
13. short hair
14. Tabibito In The Dark